# David Greaves
David Greaves (* 1. September 1946; † 5. Oktober 2019 in Blackpool) war ein englischer Snookerspieler.

## Leben
David Greaves kam 1972 auf die Profitour und gewann sein erstes Profispiel im Rahmen der Snookerweltmeisterschaft 1973 mit 9:8 gegen Bernard Bennett. In der folgenden Runde unterlag er Fred Davis deutlich mit 1:16. Erst zwei Saisons später gewann Greaves sein nächstes Match: In der ersten Runde der Snookerweltmeisterschaft 1975 besiegte er Jim Charlton mit 15:14, in der Runde der letzten 24 musste er sich dann Gary Owen geschlagen geben. Auch in der Saison 1976 scheiterte er in der zweiten Qualifikationsrunde, ein Jahr später verlor er sogar mit 0:11 gegen David Taylor. Bis zur WM 1981 gewann Greaves kein einziges Spiel mehr. 1981 konnte er dann Maurice Parkin mit 9:5 besiegen, doch er musste sich dann Willie Thorne geschlagen geben. 1983 gewann er im Rahmen des Professional Players Tournament ein Spiel gegen Roy Andrewartha, doch alle anderen acht Spiele verlor er, darunter auch eine 10:0-Niederlage gegen Ray Edmonds in der Snookerweltmeisterschaft 1984. Die folgende Saison beendete er sogar ganz ohne Sieg, sodass er auf der Weltrangliste auf Platz 96 landete. Nach der nächsten Saison rutschte er sogar auf Platz 107 ab, da er lediglich beim Classic mit 5:4 gegen Paul Watchorn gewann. 1986/87 siegte er nur in der Runde der letzten 128 bei der WM gegen Paul Thornley, wodurch sich seine Position auf der Weltrangliste um weitere 10 Plätze verschlechterte.
In der nächsten Saison gewann er lediglich beim English Professional Championship, wo er nach Siegen über Steve James und Graham Cripsey in der Runde der letzten 32 mit 5:6 gegen den späteren Halbfinalisten Barry West verlor. Eine Saison später gewann er nur beim ersten Non-Ranking-Event über Robbie Grace und kampflos gegen Mark Rowing. 1990 bestritt er lediglich sein WM-Spiel gegen Duncan Campbell, was er mit 10:3 verlor. Ein Jahr später, im Rahmen der Snookerweltmeisterschaft 1991 bestritt er sein letztes Profispiel, was er mit 1:10 gegen Jason Ferguson verlor.
Greaves starb am 5. Oktober 2019 nach kurzer Krankheit im Victoria Hospital in Blackpool.